# K.M. Klausen

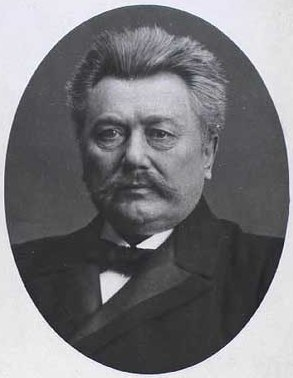
K.M. Klausen

Kristoffer Marqvard Klausen, född 28 september 1852 på Lolland, död 19 januari 1924 i Köpenhamn, var en dansk socialdemokratisk politiker.
Klausen, som var son till en hemmansägare, antogs 1870 till Skårup seminarium, tog 1873 skollärarexamen där och sökte därefter i flera år vidare utbildning på statens lärarkurs. År 1878 anställdes han i Köpenhamns kommunala skolväsende (intill 1898) och var dessutom 1882–1915 lärare på en privat utbildning, som undervisade dels till realexamen, dels till studentexamen.
Klausen anslöt sig 1883 till socialdemokratin och var från 1890 medlem av dess huvudstyrelse; valdes 1893 till borgarrepresentant i Köpenhamn och 1895 till folketingsman. Efter att ha blivit omvald till det första uppdraget 1899 valdes han i december samma år till avlönad revisor i sparbanken för Köpenhamn och kort därefter till rådman för magistratens första avdelning (bland annat skolväsendet) intill 1913; dessutom blev han 1898 medlem av kommissionen för de köpenhamnska bangårdsförhållandena. 
Från 1914 var Klausen förste vice ordförande i Folketinget och var från 1898 medlem av finansutskottet och ordförande 1913–20, samt insattes 1902 i försvarskommissionen, 1909 i finanslagskommissionen och 1912 i universitetskommissionen. I egenskap av sitt partis talesman i ekonomiska frågor och verkade han särskilt för minskade försvarsutgifter och höjning av de statligt anställda arbetarnas löner; han verkade även för småbrukarna för att locka dessa till socialdemokratin. Han var också en ivrig förkämpe för obligatorisk fortsättningsskola.